# Арба
Арба (італ. Arba) — муніципалітет в Італії, у регіоні Фріулі-Венеція-Джулія, провінція Порденоне.
Арба розташована на відстані близько 480 км на північ від Рима, 100 км на північний захід від Трієста, 24 км на північ від Порденоне.
Населення — 1307 осіб (2014).

## Демографія
Населення за роками:

Станом на 1 січня 2023 року в муніципалітеті офіційно проживало 128 іноземців з 21 країни, серед них 47 громадян країн Євросоюзу та 8 громадян України.

## Сусідні муніципалітети
- Кавассо-Нуово
- Фанна
- Маніаго
- Секуальс
- Спілімберго
- Віваро